# Murder Over New York
Pour plus de détails, voir Fiche technique et Distribution.
Murder Over New York est un film policier américain réalisé par Harry Lachman, sorti en 1940.
Produit par Sol M. Wurtzel pour la 20th Century Fox, le film a pour principal interprète Sidney Toler dans le rôle de Charlie Chan, qui doit résoudre un mystère de meurtre tout en assistant à un congrès de police.

## Synopsis
Lors d'un vol vers New York pour une réunion annuelle de la police, Chan rencontre son vieil ami de Scotland Yard, Hugh Drake (Frederick Worlock). Drake est maintenant membre des services secrets militaires et tente de traquer ce qu'il croit être un réseau de sabotage dirigé par un certain Paul Narvo. De son côté, Chan se propose pour enquêter sur l'écrasement d'un bombardier.
Chan est accueilli à l'aéroport par l'inspecteur de police new-yorkais Vance (Donald McBride) et, à la surprise de Chan, par l'un de ses fils, Jimmy Chan.
Chan va voir Drake le lendemain à l'appartement de George Kirby (Ricardo Cortez), où un dîner est en cours. Il trouve son ami mort empoisonné dans la bibliothèque de Drake, où il s'était rendu pour travailler. La mallette de Drake, contenant toutes les informations qu'il avait recueillies sur le réseau de sabotage, a disparu. La fenêtre étant verrouillée, Chan en conclut que l'un des invités est responsable. Il découvre que Drake a demandé que son camarade de classe d'Oxford, Herbert Fenton (Melville Cooper), l'actrice June Preston et Ralph Percy, concepteur en chef de la Metropolitan Aircraft Corporation, soient invités à la fête.
Chan apprend que Preston a parlé à Drake cette nuit-là, au nom d'une amie, Patricia Shaw (Marjorie Weaver). Il s'avère que Shaw a épousé Narvo en Inde. Lorsqu'elle a découvert que Narvo était impliqué dans un sabotage, elle s'est enfuie, mais a été poursuivie par son mari et son assistant, Ramullah.
Ramullah est finalement retrouvé, avec l'aide de Shaw, et placé en détention. (Au cours d'une séance d'identification des Indiens par la police, il s'avère que Shorty McCoy, alias « The Canarsie Kid », est un faussaire et non un fakir). Cependant, avant que Ramullah puisse être interrogé, il est abattu. Shaw évite de justesse de subir le même sort.
Un préposé au vestiaire se présente et déclare que Drake a vérifié sa mallette au club où il travaille. Chan et Vance attendent de voir qui va la réclamer. C'est Boggs, le majordome de Kirby, qui le fait. Il prétend que Kirby lui a laissé une note lui ordonnant de récupérer la mallette. Après une inspection minutieuse, Chan conclut qu'il ne s'agit pas de la vérité. Il découvre ensuite le corps de Kirby.
Chan décide de rassembler tous les suspects à l'aéroport le lendemain. L'avion, truqué la nuit précédente pour libérer du gaz toxique lorsqu'il plonge, décolle pour un vol d'essai avec presque tout le monde à bord. Lorsque le bombardier commence à descendre, Fenton saisit le globe de verre contenant le gaz qui tombe. Lorsqu'ils atterrissent, il brise le globe, sort et verrouille la porte. Cependant, la police attend pour l'appréhender, et Chan et les autres s'en sortent indemnes (le piège a été découvert lors d'une inspection). Fenton ne peut pas être Narvo, car ce dernier est connu pour être un homme plus jeune. Il refuse d'identifier son chef. Lorsque Chan demande un verre d'eau pour Fenton, Jeffrey le lui apporte, tombant ainsi dans le piège de Chan. Le détective goûte l'eau et identifie le même poison que celui trouvé dans le brandy de Kirby.

## Fiche technique
- Titre original : Murder Over New York
- Réalisation :	Harry Lachman
- Assistant-réalisateur :
- Scénario : Lester Ziffren, Earl Derr Biggers
- Photographie : Virgil Miller
- Montage : Louis R. Loeffler
- Musique : Cyril J. Mockridge
- Directeur musical : Emil Newman
- Direction artistique : Lewis H. Creber, Richard Day
- Décors : Thomas Little
- Costumes : Herschel McCoy
- Son : Joseph E. Aiken, Harry M. Leonard
- Producteur : Sol M. Wurtzel
- Société de production : 20th Century Fox
- Société de distribution : 20th Century Fox
- Pays d'origine :  États-Unis
- Langue de tournage : Anglais américain
- Tournage : Du 15 juillet 1940 au 1er août 1940 aux 20th Century Fox Studios, 10201 Pico Blvd., Century City, à Los Angeles
- Format : Noir et blanc — 35 mm — 1,37:1 — Son : Mono (RCA Sound System)
- Métrage : 1 783 mètres (6 bobines)
- Genre : Film policier
- Durée : 65 minutes (1 h 5)
- Dates de sortie :
  -  États-Unis : 13 décembre 1940
  -  Royaume-Uni : 13 février 1941 (Londres) | 30 juin 1941 (sortie nationale)

## Distribution
- Sidney Toler : Charlie Chan
- Marjorie Weaver : Patricia Shaw
- Robert Lowery : David Elliot
- Ricardo Cortez : George Kirby
- Donald MacBride : inspecteur Vance
- Melville Cooper : Herbert Fenton
- Joan Valerie : June Preston
- Kane Richmond : Ralph Percy
- Victor Sen Yung : Jimmy Chan
- John Sutton : Richard Jeffery (appelé Keith Jeffery par Kirby)
- Leyland Hodgson : Robert Boggs
- Clarence Muse : Butler
- Frederick Worlock : Hugh Drake
- Lal Chand Mehra : Ramullah

Acteurs non crédités
- Catherine Craig : une hôtesse
- Shemp Howard : le fakir